# Gustavo Cabrera
Pour les articles homonymes, voir Cabrera.
Gustavo Adolfo Cabrera Marroquín (né le 13 décembre 1979 à Santo Tomás de Castilla au Guatemala) est un joueur international de football guatémaltèque, qui joue au poste de défenseur.

## Biographie

### Sélection
Gustavo Cabrera est convoqué pour la première fois par le sélectionneur national Julio César Cortés pour un match des  éliminatoires de la Coupe du monde 2002 face au Belize le 19 mai 2000 (0-0).
Il dispute quatre Gold Cup (en 2002, 2005, 2007 et 2011). Il participe également à quatre Coupes UNCAF (en 2001, 2005, 2007 et 2011).
Il est le troisième joueur le plus capé (104 sélections) de la sélection du Guatemala.

### Suspension
Le 27 mai 2012, Cabrera est exclu de l'équipe nationale du Guatemala sur la base de soupçons d'avoir truqué le résultat d'un match du Guatemala contre l'Afrique du Sud en 2010 avec Guillermo Ramírez et Yony Flores. En juin 2012, cela est confirmé par deux de ses coéquipiers, Luis Rodríguez et Carlos Ruiz. 
Les trois joueurs sont interdits de prendre part à toute activité liée au football, pour la vie et dans le monde entier.

## Référence
1. ↑  RSSSF.com: Gustavo Cabrera en sélection (2000-2012)
2. ↑  (en) Three Guatemalan players banned for life sur fifa.com